# Lherm (Haute-Garonne)
Lherm (okzitanisch: L’Èrm) ist eine französische Gemeinde mit 3.849 Einwohnern (Stand: 1. Januar 2022) im Département Haute-Garonne in der Region Okzitanien. Die Gemeinde gehört zum Arrondissement Muret und zum Kanton Cazères (bis 2015: Kanton Muret). Die Bewohner werden Lhermois genannt.

## Geographie
Lherm liegt am Fluss Touch und am Canal de Saint-Martory, elf Kilometer südwestlich von Muret entfernt und ist Teil der Aire urbaine de Toulouse (erweitertes Stadtgebiet). Im Gemeindegebiet liegt die Quelle des Ousseau. Umgeben wird Lherm von den Nachbargemeinden Saint-Clar-de-Rivière und Labastidette im Norden, Muret im Nordosten, Saint-Hilaire im Osten, Lavernose-Lacasse im Süden und Südosten, Bérat im Süden und Südwesten, Poucharramet im Westen und Südwesten sowie Cambernad im Nordwesten.
Im Gemeindegebiet liegt der Flugplatz Muret-Lherm.

## Bevölkerungsentwicklung
| 1962                      | 1968 | 1975 | 1982 | 1990 | 1999 | 2006 | 2012 |
| ------------------------- | ---- | ---- | ---- | ---- | ---- | ---- | ---- |
| 755                       | 834  | 1092 | 1858 | 2266 | 2558 | 3117 | 3507 |
| Quelle: Cassini und INSEE |      |      |      |      |      |      |      |

## Partnergemeinden
Lherm unterhält seit 1994 eine Partnerschaft mit der spanischen Gemeinde Binaced in der Region Aragon.

## Sehenswürdigkeiten
- Kirche Saint-André, 1527 errichtet, Monument historique
- Kapelle Notre-Dame-du-Bout-du-Pont, Monument historique
- Museum Cap Al Campestre

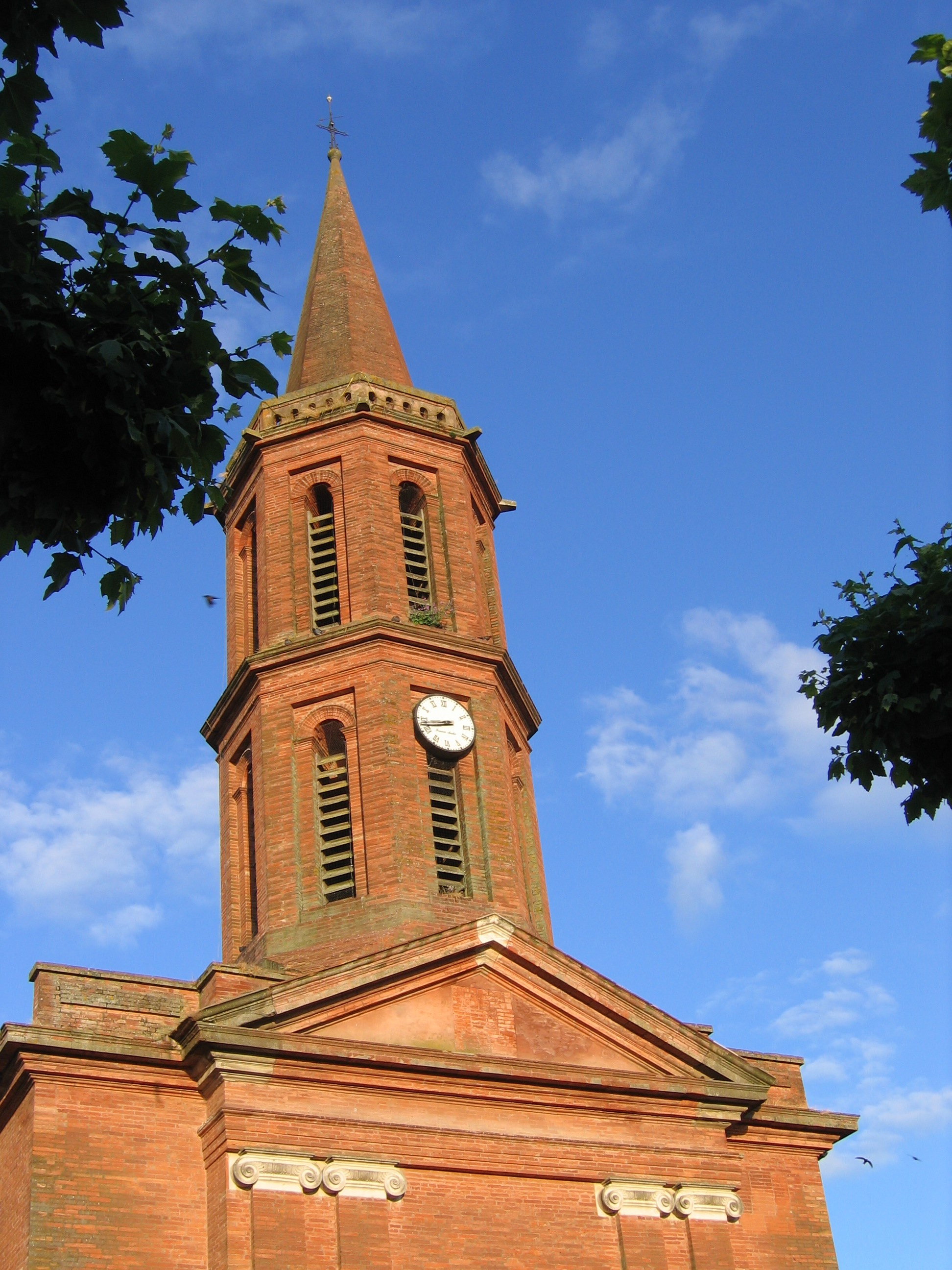
Kirche Saint-André
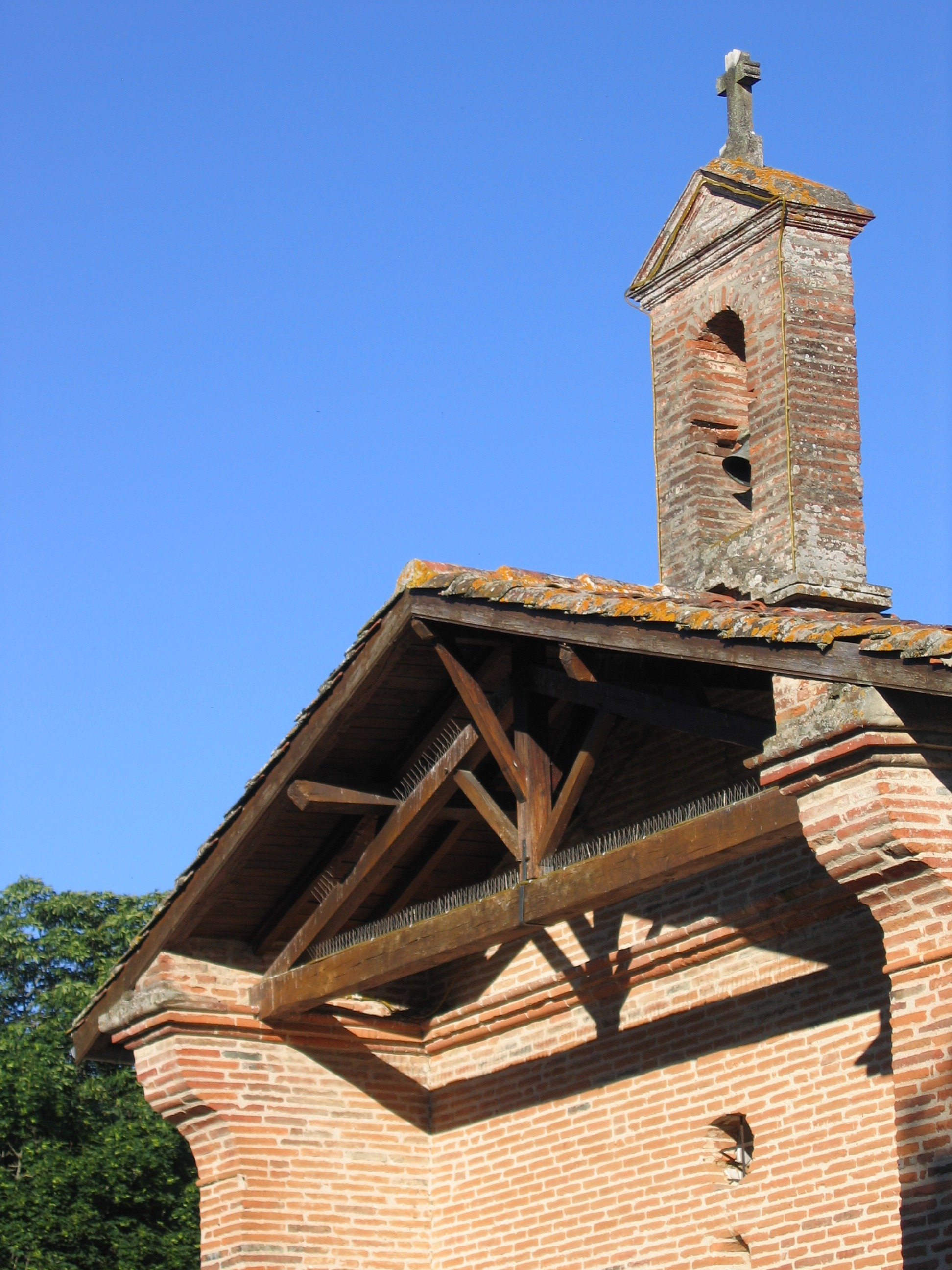
Kapelle Notre-Dame-du-Bout-du-Pont